# Métro de Tianjin

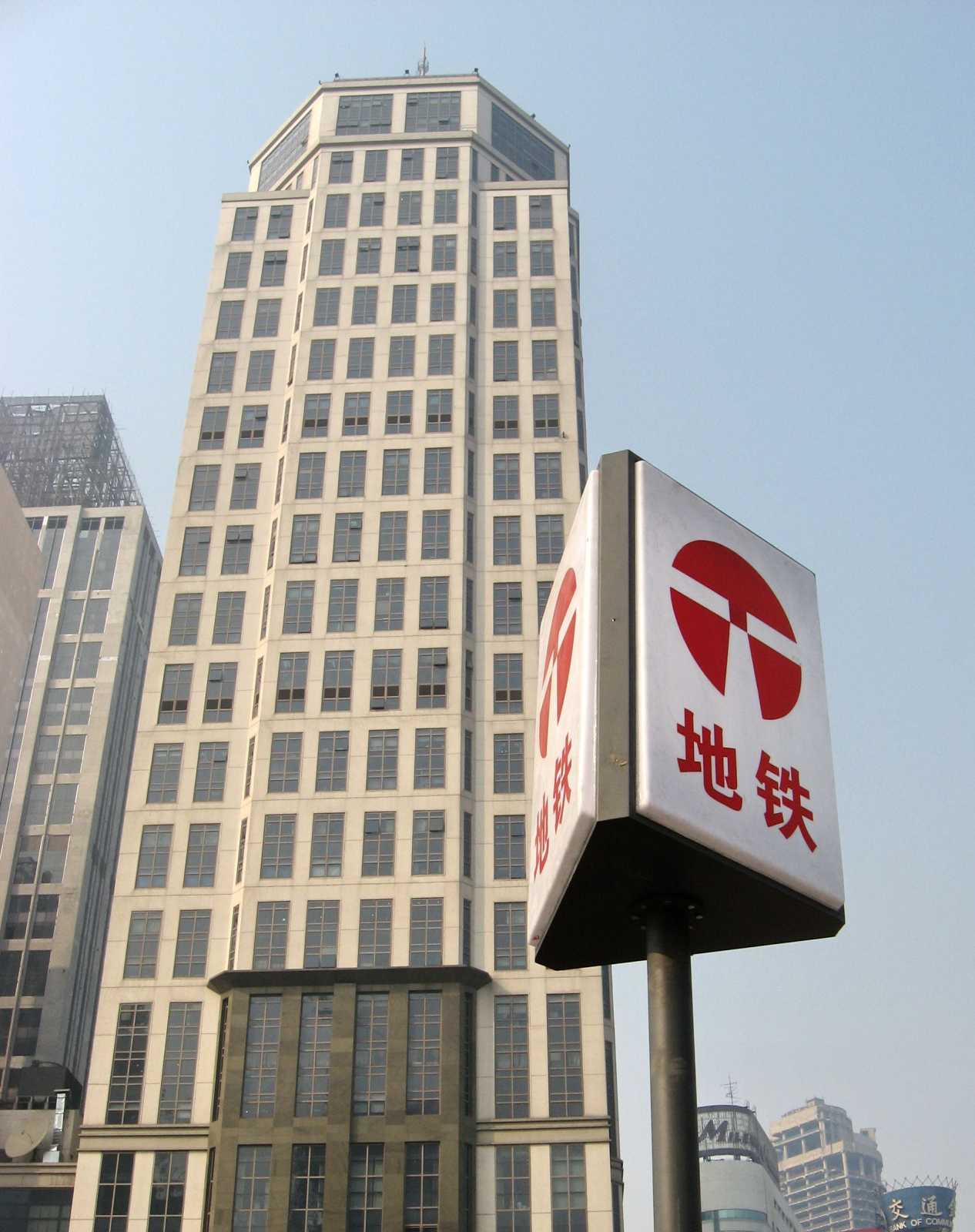
Sigle du métro à la station Yingkoudao

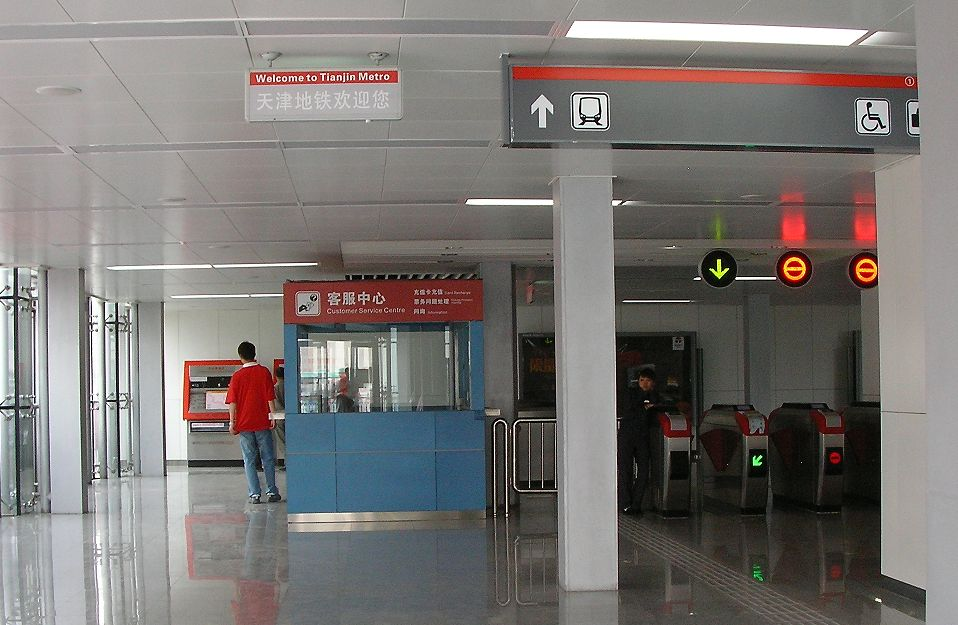
Station Xinanjiao

Le métro de Tianjin est le deuxième métro mis en service en Chine, après celui de Pékin.

## Histoire
La construction de la première ligne, a commencé en juillet 1970, elle a pris plus de quatorze ans pour être menée à bien entièrement : la construction d'un premier tronçon de 3,6 km comportant 4 stations est achevé en février 1976, celle d'un deuxième de 1,6 km comportant deux stations supplémentaires en 1980, et la totalité de la ligne 1, d'une longueur totale de 7,4 km, pour 8 stations, est mise en service le 28 décembre 1984. Elle relie la station de Xizhan (gare ferroviaire de Tianjin Ouest) à celle de Xinhua Lu (route de Xinhua).
Le service est suspendu en 2001 pour procéder à la modernisation de la ligne et à sa prolongation. La nouvelle ligne, d'une longueur de 26,2 km, et comportant 21 stations, est mise en service le 12 juin 2006. Elle relie la station de Liuyuan à celle de Shuanglin.
La ligne 9 est la section urbaine de la ligne ferroviaire reliant Tianjin à la zone de développement économique et technologique (TEDA) située dans le district de Tanggu, dont la mise en service de la première section date du 28 mars 2004.

## Lignes
Depuis 2024, le réseau est constitué de 10 lignes de métro et une ligne de tramway.

| Ligne   |                    |                           | Date d'ouverture | Date d'extension | Longueur | Stations |
| ------- | ------------------ | ------------------------- | ---------------- | ---------------- | -------- | -------- |
|         | Shuangqiaohe       | Liuyuan                   | 1984             | 2024             | 42,3     | 29       |
|         | Caozhuang          | Binhaiguojijichang        | 2012             | 2014             | 27,2     | 20       |
|         | Xiaodian           | Nanzhan                   | 2012             | 2013             | 33,7     | 26       |
|         | Dongnanjiao        | Xinxingcun                | 2021             | -                | 19,4     | 14       |
| Xiaojie | Xizhan             | 2025                      | -                | 19,9             | 16       |          |
|         | Beichenkejiyuanbei | Liqizhuangnan             | 2018             | 2021             | 34,8     | 28       |
|         | Nansunzhuang       | Lushuidao                 | 2016             | 2018             | 43,6     | 39       |
|         | Lushuidao (Jinnan) | Xianshuiguxi (Jinnan)     | 2021             | -                | 13,4     | 9        |
|         | Tianjinzhan        | Donghailu                 | 2004             | 2012             | 52,8     | 21       |
|         | Yudougcheng        | Yutai                     | 2022             |                  | 21,2     | 21       |
|         | Dongjiangdao       | Dongliliujinglu           | 2023             |                  | 12,2     | 11       |
|         | TEDA               | North of College District | 2007             |                  | 7,8      | 14       |